# Justicia decussata
Justicia decussata är en akantusväxtart som beskrevs av William Roxburgh. Justicia decussata ingår i släktet Justicia och familjen akantusväxter. Inga underarter finns listade i Catalogue of Life.